# Baetulo

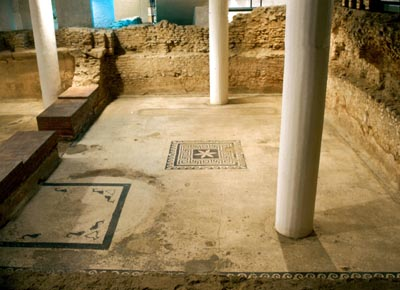
Die Reste der Thermen

Baetulo war eine antike römische Stadt, die in Katalonien an der Nordostküste Spaniens lag. Es handelt sich um das moderne Badalona. Den gleichen Namen trug auch ein naher Fluss, der heutige Besòs.
Wie Ausgrabungen gezeigt haben, wurde die im Gebiet der Lacetani gelegene Stadt um 80 bis 70 v. Chr. gegründet. In der Mitte des 1. Jahrhunderts v. Chr. scheint der Ort schon städtischen Charakter gehabt zu haben. Während der Kaiserzeit gehörte er zur Provinz Hispania Tarraconensis. Baetulo war etwa 413 mal 261 Meter groß mit einem schachbrettartigen Stadtplan. Aus dieser Zeit sind die Reste eines Bades erhalten. Ein weiteres Bad datiert später. Die Stadt hatte eine Stadtmauer, die auch schon im ersten vorchristlichen Jahrhundert errichtet wurde. Diese ist in einer Länge von 24 Meter gut erforscht. Dort fanden sich ein Turm und ein Tor. Diverse Atriumhäuser konnten ausgegraben werden, die den rein römischen Charakter der Stadt belegen. Plinius bezeichnet Baetulo im 1. Jahrhundert n. Chr. als römische Stadt (oppidum civium Romanorum).
Die Stadt war bis in das sechste Jahrhundert bewohnt.